# Teleperm M
TELEPERM M ist der Name für ein elektronisches Prozessleitsystem, welches Anfang der 1980er Jahre von der Siemens AG entwickelt wurde. Es ermöglicht die Automatisierung kontinuierlicher und diskontinuierlicher verfahrenstechnischer Prozesse.
Dieses Prozessleitsystem zeichnete sich durch sein äußerst robustes und modulares System aus. Bis zu 15.000 Anlagen wurden mit diesem System ausgerüstet. Trotz seines hohen Alters ist es deswegen immer noch recht weit verbreitet. Da es mittlerweile aber immer schwerer wird, Ersatzteile für die zum Teil 20 Jahre alten, nicht mehr hergestellten Systemkomponenten zu erhalten, rüsten immer mehr Anwender ihre Anlagen mit moderneren Systemen aus, wie z. B. dem 1997 erschienenen Nachfolgesystem SIMATIC PCS 7, womit Teleperm M zunehmend an Bedeutung verliert.

## Aufbau
TELEPERM M setzt sich zusammen aus:
- Automatisierungssystemen
- Visualisierungssystemen
- Bussystem

### Automatisierungssysteme
Zur TELEPERM M-Reihe gehören folgende Automatisierungssysteme: (in der Reihenfolge ihres Erscheinens)
- AS-220 (Wird nicht mehr hergestellt)
- AS-230 (Wird nicht mehr hergestellt)
- AS-231 (Wird nicht mehr hergestellt)
- AS-215 (Wird nicht mehr hergestellt)
- AS-235 (Wird nicht mehr hergestellt)
- MS-236 (Wird nicht mehr hergestellt)
- AS-388
- AS-488

Die Automatisierungssysteme unterscheiden sich teils erheblich in Aufbau und Leistungsfähigkeit.

### Visualisierungssysteme
Von Siemens wurden folgende Bedien- und Beobachtungssysteme für Teleperm-M entwickelt:
Die OS-Reihe auf SICOMP-Basis mit:
- OS 252 (Wird nicht mehr hergestellt)
- OS 262 mit diversen Varianten (Wird nicht mehr hergestellt)
- OS 265 mit diversen Varianten (Wird nicht mehr hergestellt)

Auf PC-Basis mit:
- OS 520 (Wird nicht mehr hergestellt)
- OS 525 (Wird nicht mehr hergestellt)
- PCS 7/TM-OS
- WinCC/TM-OS
- Win-OS

Für die OS262/265 gibt es inzwischen eine Portierung auf eine PC-basierende Plattform unter dem
SICOMP M26 Emulator M2000.
Weiterhin wurde eine Teleperm-Schnittstelle für das Bedien- und Beobachtungssystem WinCC entwickelt.
Eine systemunabhängige Kommunikationsschnittstelle zur Kopplung übergeordneter Leitsysteme an Teleperm-M/ME Systeme wurde von der Ako-Tec AG entwickelt.

### Bussystem
Zu Anfang kam bei Teleperm grundsätzlich der speziell hierfür entwickelte CS275-Bus zum Einsatz.
CS275 ist ein Bus mit einer Brutto-Datenrate von 275 kBit, der nach dem Token-Passing-Verfahren funktioniert. Später kam noch der Teleperm-Anlagenbus hinzu, eine Portierung des CS275-Protokolls für Profibus-Netze.